# Pont en bois d'Aarberg
Pour les articles homonymes, voir Pont en bois.
Le pont en bois d'Aarberg est un pont en bois routier sur l'Aar, situé sur le territoire de la commune d'Aarberg, dans le canton de Berne en Suisse.

## Histoire
La ville d'Aarberg est fondée entre 1220 et 1225 par le comte Ulrich III de Neuchâtel sur le lieu où se trouvait déjà un pont qui représentait alors le seul moyen de franchir l'Aar entre Berne et Büren an der Aare.
En 1472, le pont est emporté par une crue de la rivière, de même que celui de Büren. Dès 1878, la correction des eaux du Jura change le lit de l'Aar qui passe en dehors de la cité en direction du lac de Bienne, juste avant Aarberg. Depuis, le pont ne passe plus au-dessus que du petit ruisseau de l'Aare ancienne (Alte Aare en allemand).